# Kupiec wenecki (opera)
Kupiec wenecki – opera w 3 aktach z epilogiem Andrzeja Czajkowskiego, napisana z przerwami w latach 1968-1982 do anglojęzycznego libretta Johna O'Briena. Było to dzieło życia kompozytora.
Prapremiera światowa odbyła się 18 lipca 2013 roku na Festiwalu w Bregencji w reżyserii Keitha Warnera, pod kierownictwem muzycznym Lionela Frienda. Ci sami realizatorzy przygotowali polską premierę w Teatrze Wielkim – Operze Narodowej w Warszawie.
Prapremiera bregencka została uznana za "światową premierę roku" w plebiscycie International Opera Awards 2014.

## Źródła
- Program operowy polskiej prapremiery w Teatrze Wielkim – Operze Narodowej [dostęp online: program w bazie e-teatr 2018-11-20
- Kupiec wenecki w bazie e-teatr: obsada polskiej premiery
- The Merchant of Venice. DVD-ROM. Recorded live at the 2013 Bregenz Festival. EuroArts Entertainment: [strona wydawcy online: EuroArts